# Damares Alves
Damares Regina Alves (Paranaguá, 11 de marzo de 1964) es una pastora evangélica y educadora brasileña. Fue ministra de la Mujer, Familia y Derechos Humanos de Brasil durante el gobierno de Jair Bolsonaro.

## Biografía
En 2012 es designada secretaría de turismo del municipio de São Carlos, actuando en la Comisión Municipal de Turismo, durante el gobierno de su cuñado el alcalde Vadinho de Guzzi (1989-1992).
Evangélica, fue pastora de la Iglesia Internacional del Evangelio Cuadrangular, y posteriormente de la Iglesia Bautista de la Lagoinha.
En 1999, se trasladó a Brasilia, siendo nombrada en el despacho de su tío, el diputado Joshua Bengtson (PTB-PA), pastor de la Iglesia del Evangelio Cuadrangular. y luego para  el congresista Arolde de Oliveira (PSD), fue auxiliaria parlamentaria en el gabinete del senador Magno Malta, y fue jefa de gabinete del diputado federal neopentecostal João Campos (PRB). También fue consultora jurídica en el Congreso Nacional del Brasil. Alves defiende la prohibición del aborto tras violación y en embarazos de riesgo, se ha mostrado reacia a penalizar el tráfico de mujeres apoya la legislación que obliga a escuelas y hospitales a reportar los abortos espontáneos.
En 2021 el diputado bolsonarista Oswaldo Eustáquio denunció una serie de amenazas y su detención cómo un montaje de Damares tras destapar las denuncias de corrupción y relación extramatrimonial mantenidas por la ministra evangélica. Desde 2020 El diputado había echo público los audios de la ministra Damares Regina Alves pidiendo retornos para conseguir la libertad de dos traficantes del estado de Río de Janeiro, tras denunciar corrupción en el departamento de justicia Eustaquio comenzó a recibir múltiples amenazas.También alega que Damares envió un asesor a su casa para amenazarlo e impedirle denunciar al empresario bolsonarista Luiz Henrique Mandetta cuando era ministra de Salud, tras ello la casa del diputado recibió múltiples disparos.

## Posiciones políticas
En marzo de 2018 criticó al feminismo en una entrevista expresando: «Es como si hubiera una guerra entre hombres y mujeres en Brasil. Eso no existe». También ha afirmado, en el contexto del Día Internacional de la Mujer, que «las mujeres nacieron para ser madres». En 2016, dijo ante una congregación evangélica: «Es hora de que la iglesia diga a la nación que venimos ... Es hora de que la iglesia gobierne».
Critica la denominada «ideología de género»[cita requerida], se opone al aborto y defiende el «Programa Escola sem Partido». Desde 2019 impulso el rezo obligatorio en las escuelas, junto con el intento de introducir la religión como materia obligatoria en las escuelas secundarias aunque ha reclamado que «las biblias tienen que volver a las escuelas». Es asimismo contraria a las reivindicaciones del colectivo LGBT, a la eutanasia y considera que, en general, «las pautas progresistas son muerte». Desde la ONG Atini, de la que es fundadora, ha promovido bulos sobre las comunidades indígenas de Brasil y ha sido denunciada por su visión racista de los pueblos indígenas.

## Controversias
En enero de 2019, se filtró en Twitter un video del día de su asunción en el cargo de ministra donde pronuncia la frase «Atención, atención. Comienza una nueva era. Los niños visten de azul, las niñas de rosa», ante un grupo de seguidores. Junto a ella, un hombre llevaba una bandera de Israel. Tras los hechos fue criticada por personas que indicaron que «el color no tiene género», e incluso un hashtag se volvió tendencia en Twitter contra la frase de la ministra. Posteriormente Alves se refirió a la misma como una «metáfora».
En enero de 2019, confesó que no tiene títulos académicos, aunque se presentaba como abogada o maestra. Declaró que sus títulos son "bíblicos".